# Cryptopenaeus crosnieri
Cryptopenaeus crosnieri is een tienpotigensoort uit de familie van de Solenoceridae. De wetenschappelijke naam van de soort is voor het eerst geldig gepubliceerd in 1985 door Pérez Farfante & Kensley.